# Iola (condado de Waupaca, Wisconsin)
Iola es un pueblo ubicado en el condado de Waupaca en el estado estadounidense de Wisconsin. En el Censo de 2010 tenía una población de 971 habitantes y una densidad poblacional de 10,87 personas por km².

## Geografía
Iola se encuentra ubicado en las coordenadas 44°33′8″N 89°10′18″O / 44.55222, -89.17167. Según la Oficina del Censo de los Estados Unidos, Iola tiene una superficie total de 89.31 km², de la cual 87 km² corresponden a tierra firme y (2.58%) 2.31 km² es agua.

## Demografía
Según el censo de 2010, había 971 personas residiendo en Iola. La densidad de población era de 10,87 hab./km². De los 971 habitantes, Iola estaba compuesto por el 98.97% blancos, el 0.1% eran afroamericanos, el 0% eran amerindios, el 0.21% eran asiáticos, el 0.31% eran isleños del Pacífico, el 0.1% eran de otras razas y el 0.31% pertenecían a dos o más razas. Del total de la población el 1.34% eran hispanos o latinos de cualquier raza.